# Cookin' on 3 Burners
Cookin' on 3 Burners est un groupe australien de soul jazz, originaire de Melbourne. Il est formé en 1997 par trois musiciens :  Jake Mason (orgue Hammond), Ivan Khatchoyan (batterie) et Matt Kirsch (guitare).
Le trio compose essentiellement des morceaux instrumentaux, mais fait appel à différents chanteurs ou chanteuses pour les accompagner.

## Histoire
Formé à Melbourne en 1997, le trio compose une musique alliant le jazz à la raw soul au deep funk et au boogaloo. Après la sortie d'un premier album en 2000, Steamed Up, le guitariste Matt Kirsch est remplacé par Lance Ferguson, membre du groupe The Bamboos dont la chanteuse est Kylie Auldist.
Le groupe sort deux autres albums, Baked, Broiled and Fried en 2007 et Soul Messin en 2009, invitant régulièrement différents interprètes masculins et féminins à venir chanter, comme Kylie Auldist sur le titre This Girl qui connaît un certain succès, arrivant en tête du classement RnB de iTunes au Royaume-Uni. Après un nouvel album, Blind Bet en 2014, Lance Ferguson quitte le groupe pour se consacrer à d'autres projets musicaux, il est remplacé par Dan West.
En ⁣⁣2016⁣⁣, le DJ français Kungs, originaire de Toulon, reprend la chanson This Girl, avec Kylie Auldist au chant, en la remixant. Le single sort le 19 février 2016 et remporte un grand succès dans plusieurs pays, se classant no 1 des ventes tout d'abord en France, la semaine du 1er avril 2016, puis en Allemagne et en Belgique.

## Membres

### Membres actuels
- Jake Mason - orgue Hammond
- Ivan Khatchoyan - batterie
- Dan West - guitare

### Anciens membres
- Matt Kirsch - guitare
- Lance Ferguson - guitare

## Discographie

### Albums studio
- Steamed Up (janvier 2000)
- Baked, Broiled and Fried (10 octobre 2007)
- Soul Messin' (5 mai 2009)
- Brunswick St Breakdown Live (album live) (12 mai 2009)
- Blind Bet (4 juillet 2014)
- Vs. (compilation) (24 mars 2017)
- Lab Experiments Vol. 1: Mixin' (26 mai 2017)
- Lab Experiments Vol. 2 (26 octobre 2018)

### Singles
- Gravel Rash / Pie Warmer (45 tours) (2002)
- Gravel Rash / Mango Skin (45 tours) (2005)
- Cressy St Breakdown (maxi 45 tours) (2005)
- Keb's Bucket / Redback (45 tours) (2006)
- Cook It / Settle The Score (45 tours) (2007)
- This Girl / Four'n'Twenty (45 tours) (2009)
- Cars (EP vinyle) (2009)
- Mind Made Up / Losin' Streak (45 tours) (2014)
- The Writing's on the Wall / Black Stick (45 tours) (2015)
- This Girl (remix de Kungs) (19 février 2016)
- Real Life Baby / Enter Sandman (45 tours) (2017)
- Sweet Talker / Wind Up (45 tours tirage limité) (2018)
- More Tham a Mouthful / Lone Wolfe (45 tours tirage limité) (2018)
- Warning / The Jump Off (45 tours) (2018)
- One of the Ones / Force of Nature (45 tours tirage limité) (2019)
- Feel Good Inc. / Cars (45 tours) (2019)